# Fargesia glabrifolia
Fargesia glabrifolia là một loài thực vật có hoa trong họ Hòa thảo. Loài này được T.P.Yi mô tả khoa học đầu tiên năm 1983.